# بخش مونکفوش
بخش مونکفوش (به سوئدی: Munkfors kommun) یک ناحیه شهری در سوئد است که در شهرستان ورملاند واقع شده‌است.